# アナ・キーゼンホファー
アナ・キーゼンホファー（Anna Kiesenhofer、1991年2月14日 -）はオーストリアの数学者、自転車選手。現在、スイス連邦工科大学ローザンヌ校(EPFL)で数学のポスドクを務めている。2020年東京オリンピックの自転車競技の女子ロードレースで金メダルを獲得した。これはオーストリアにとって2004年以来の夏季五輪金メダルであり、同国初の自転車競技の金メダリストである。

## アカデミックにおける経歴
2008年から2011年までウィーン工科大学で数学を学び、ケンブリッジ大学エマニュエル・カレッジで修士号を取得した（2011-12年）。2016年にb-シンプレクティック多様体における可積分系に関する論文でカタルーニャ工科大学からPhDを取得した。現在、スイス連邦工科大学ローザンヌ校 (EPFL) のポスドク研究員であり、数理物理学における非線形偏微分方程式を研究するグループの一員である。

## 自転車選手の経歴
2011年から2013年までトライアスロンとデュアスロンに参加していた。怪我をした後にランニングを制限しなくてはならなかったため2014年から自転車に専念し、カタルーニャのチーム Frigoríficos Costa Brava – Naturalium に参加した。2015年、モン・ヴァントゥをゴールとするグランフォンド・ニューヨークなどの自転車レースに参加し優勝した。ツール・ド・アルデーシュにも出場したが、第1ステージで落車の被害に遭い、その後は挽回することができず撤退した。
2016年、Coupe d'Espagneで優勝した。9月には国際チームでツール・ド・アルデーシュに参加した。
2021年7月、オーストリア唯一の代表として137 kmの東京オリンピック女子ロードレースに出場し、アネミック・ファン・フルーテンに75秒差をつけてゴールし金メダルを獲得した。コーチやプロチームなく大会に向けてトレーニングを行い、メダル獲得の候補者とは見られていなかった。

## 主な戦績

### 2016
- ツール・ド・アルデーシュ 区間優勝（第3ステージ）

### 2019
- オーストリア選手権
  - 女子個人ロードレース 優勝
  - 女子個人タイムトライアル 優勝

### 2020
- オーストリア選手権 女子個人タイムトライアル 優勝

### 2021
- オーストリア選手権 女子個人タイムトライアル 優勝
- 東京オリンピック  個人ロードレース 金メダル